# Ahmad Zeidabadi
Ahmad Zeidabadi (Perzisch: احمد زیدابادی) (Sirjan (Kerman), 21 juli 1966) is een Iraans hoogleraar, journalist en mensenrechtenverdediger.
Zeidabadi is een van de leidende figuren achter de hervormingsbeweging in Iran. Hij is secretaris-generaal van de pro-democratiebeweging Daftar-e Tahkim-e Vahdat (Bureau voor Versterking van Eenheid) en bestuurslid van de Iraanse journalistenunie. Hij was tot zijn arrestatie in 2009 hoofdredacteur van de krant Azad.

## Levensloop

### Studie en werk
Zeidabadi behaalde een doctorstitel in internationale betrekkingen aan de Universiteit van Teheran met het proefschrift getiteld Religie en regering in Israël. Hij schreef artikelen die door veel media zijn opgenomen waaronder Rooz en de Perzische BBC-editie.
Zeidabadi begon zijn professionele carrière in de journalistiek in 1989 bij de krant Ettela'at. Verder werkte hij voor Hamshahri, evenals andere hervormingsgezinde kranten die in Iran gedrukt werden sinds de Iraanse presidentsverkiezingen van 1997. Daarnaast is hij professor in politieke wetenschappen aan de Universiteit van Teheran en doceerde hij aan universiteiten wereldwijd, zoals aan het Massachusetts Institute of Technology.
In zijn artikelen verdedigt hij rechten van etnische en religieuze minderheden. Als Midden-Oostenkenner schreef hij artikelen ten voordele van het vredesproces tussen Israël en de Palestijnen.

### Gevangenisstraffen
In 2000 werd Zeidabadi voor de eerste keer opgepakt toen zijn campagne voor mensenrechten begon aan te slaan. Na zijn vrijlating op borgtocht werd hij in maart 2001 nogmaals gevangengezet en veroordeeld tot een gevangenisstraf van 23 maanden. Na zijn vrijlating in 2004 stond hij weer tegenover de regering door in verschillende artikelen op te roepen de Iraanse presidentsverkiezingen van 2005 te boycotten.
Na zijn kritiek over de betrouwbaarheid van de Iraanse presidentsverkiezingen in 2009 werd hij in juni van dat jaar opnieuw opgepakt, evenals als tientallen andere journalisten. In december 2009 werd hij zonder bijzijn van pers of publiek veroordeeld tot een gevangenisstraf van zes jaar, vijf jaar ballingschap in Gonabad (Razavi-Khorasan) en een levenslang verbod op het ondernemen van sociale en politieke activiteiten. Hij kreeg deze veroordeling opgelegd wegens opruiing en propaganda.

## Erkenning
Op 17 december 2009 kende de World Association of Newspapers Zeidabadi de Gouden Pen van de Vrijheid voor het jaar 2010 toe. Een jaar later, in 2011, werd hij door de UNESCO onderscheiden met een Guillermo Cano Internationale Prijs voor Persvrijheid.